# الأغانة
قرية الأغانة هي إحدى القرى التابعة لمركز طما بمحافظة سوهاج في جمهورية مصر العربية. حسب إحصاءات سنة 2006، بلغ إجمالي السكان في الأغانة 10066 نسمة، منهم 5091 رجل و4975 امرأة.